# San Martino in Pedriolo
San Martino in Pedriolo è una frazione del comune di Casalfiumanese, in provincia di Bologna.

## Geografia fisica
San Martino in Pedriolo è attraversata dal torrente Sillaro, confine naturale tra Emilia e Romagna. L'altitudine è di 68 m s.l.m. La terra argillosa, tipica della zona, non trattiene l'acqua, che tende a defluire rapidamente, contribuendo alla formazione di frane. Questa conformazione geologica è alla base del paesaggio calanchivo e arido dell'area.
La frazione dista 25 km dal capoluogo del comune di Casalfiumanese e 30 km dalla città di Bologna. La sede comunale più vicina è quella di Castel San Pietro Terme (BO), che dista 6 km.

## Toponimo
Il nome "Pedriolo" deriva dal dialetto locale pedriòl, che significa "imbuto" perché la valle, nel punto in cui si trova San Martino,
è a forma di imbuto ed è per questo che soffia sempre molto vento. "San Martino in Pedriolo" significa difatti "San Martino nell'imbuto".

## Monumenti e luoghi d'interesse
- Chiesa di San Martino in Pedriolo, chiesa parrocchiale situata sulla destra del torrente Sillaro, fu costruita nel 1819 dall'architetto Venturoli su un preesistente edificio trecentesco. Nel 1881 fu alzato il campanile. All'interno è conservato un ritratto di San Martino del Tadolini, risalente al 1780.[3] Il territorio parrocchiale di San Martino conta 749 abitanti.[4]

- Chiesa di San Bartolomeo in Frassineto, altra chiesa parrocchiale della frazione, si tratta di un piccolo edificio rurale, in posizione isolata rispetto al paese. Il territorio della parrocchia conta 292 abitanti.[5]

- Castello di Fiagnano, situato sopra un poggio poco a sud del centro abitato, si tratta di un insediamento alto-medievale ricordato come Castrum Flagnani, conquistato dai Bolognesi nel 1196 e successivamente dai Visconti. Nel 1405 venne demolito e attualmente ne sono visibili i ruderi. In buono stato si conserva il campanile, recentemente restaurato. A Fiagnano nel 1060 nacque papa Onorio II.[6]

- Monumento ai caduti, dedicato ai morti della seconda guerra mondiale.

## Cultura

### Teatro
La Sala Civica di San Martino in Pedriolo offre un laboratorio teatrale per bambini e ragazzi in settembre-aprile e commedie in  romagnolo.

### Eventi
Ogni anno in febbraio a San Martino in Pedriolo ha luogo la Festa di Primavera con carri allegorici, oltre che la festa patronale dedicata a san Martino, che si svolge ogni 11 novembre.
Inoltre le prime settimane di luglio vi è la Festa Gastronomica con musica e piatti tipici della Romagna.

## Infrastrutture e trasporti
La frazione è ben collegata con auto agli altri centri abitati circostanti grazie alla strada provinciale 21 Sillaro.